# Парови (6. сезона)
Парови 6 је шеста сезона српског ријалити-шоуа Парови. Сезона се приказивала од 16. септембра 2017. до 8. јула 2018. године на каналу Happy. Трајала је 295 дана. Водитељи шесте сезоне су Бојана Ристивојевић, Анђела Лакићевић, Јована Јеремић, Миомира Драгићевић „Комшиница Зага”, Ружица Вељковић и Вук Ђуричић. Учесници који се такмиче називају се парови.
Победник шесте сезоне је Ненад Маринковић „”, јутјубер,  ријалити учесник и певач који је освојио главну награду у износу од 70.000 евра. Другопласирана је Далила Драгојевић, ријалити учесница и предузетница. Током трајања сезоне, одлучено је да се по први пут главна награда не би делила на више делова, те да је само победник сезоне освојио главну награду.

## Формат
Парови је такмичарски-шоу у којем група такмичара, названа парови, живи у прилагођеној „вили” (у ствари постављеној у згради канала Happy), непрестано под видео надзором. Док су у вили, такмичари су потпуно изоловани од спољног света, што значи да нема телефона, телевизије, интернета, часописа, новина или контакта са онима који нису у вили. Ово правило би се, међутим, могло прекршити у случају медицинске повреде, породичне нужде или смрти. Формат шоуа углавном се доживљава као друштвени експеримент и захтева да парови комуницирају са другима који могу имати различите идеале, уверења и предрасуде. Иако су закључани у кући, парови могу напустити такмичење. Ако би учесник прекршио правила такмичења, могао би бити избачен из виле. Учесници се такмиче за главну награду чија вредност варира током сезоне. Вила у којој се учесници налазе садржи потпуно опремљену кухињу, двориште, спаваћу собу, купатило, као и велику дневну собу, велики базен и тајну собу. Учесници су углавном из разних држава са Балкана.
Велика вила налази се у београдском делу града, Земуну. Вила садржи велику спаваћу собу са 24 кревета, велику опремљену кухињу, велику дневну собу, две туш кабине, два тоалета, тајну собу, три собе за изолацију, велики базен и велико двориште. Име виле у којој се такмичари налазе је „Вила парова”.
Током шесте сезоне, постојао је скривени такмичар, чији идентитет није познат ни паровима ни гледаоцима. Скривени се јављао преко звучника и обраћао се паровима. Није било могуће номиновати скривеног такмичара, иако је представљан као равноправни такмичар.
Током дана, парови имају игре у којима победник добија одређену награду. У време вечерњих емисија, водитељи ријалити-шоуа долазе у програм и, често са гостима које чине новинари, постављају паровима питања, како из споњног тако и из живота у ријалитију.

## Парови
| Име                             | Занимање                               | Резултат         |
| ------------------------------- | -------------------------------------- | ---------------- |
| Ненад Маринковић „”             | Јутјубер, ријалити учесник и певач     | Победник         |
| Далила Драгојевић               | Ријалити учесница и предузетница       | Другопласирана   |
| Дејан Драгојевић                | Ријалити учесник                       | Треће место      |
| Младен Вулетић                  | Музичар и предузетник                  | Четврто место    |
| Марко Перовић                   | Менаџер и ријалити учесник             | Пето место       |
| Снежана „Снежа” Јовичић         | Ријалити учесница                      | Шесто место      |
| Иван Маринковић                 | Ријалити учесник                       | Седмо место      |
| Анамарија Џамбазов              | Певачица и ријалити учесница           | Осмо место       |
| Милутин „Мили” Радосављевић     | Ријалити учесник                       | Девето место     |
| Теодора Радоичић                | Певачица и ријалити учесница           | Десето место     |
| Зорица Дукић                    | Модел и ријалити учесница              | Једанаесто место |
| Тихомир Филиповић               | Ријалити учесник                       | Дванаесто место  |
| Никола Лакић                    | Бивши фудбалер и ријалити учесник      | Тринаесто место  |
| Иван Ивановић „Juice”                | Репер и ријалити учесник               | Избачен          |
| Мелиса Мемић „Меа Бонд”         | Ријалити учесница                      | Избачена         |
| Маријана Марковић               | Ријалити учесница                      | Избачена         |
| Нина Прља                       | Списатељица и ријалити учесница        | Избачена         |
| Весна Чавић Пајић „Ривас”       | Певачица, ријалити учесница и астролог | Избачена         |
| Вук Ђуричић                     | Политичар и ријалити учесник           | Избачен          |
| Ирма Сејранић                   | Певачица и ријалити учесница           | Избачена         |
| Зерина Хећо                     | Певачица, списатељица и модел          | Изашла           |
| Сулејман Спахић „Спахо”         | Ријалити учесник                       | Избачен          |
| Ана Спасојевић                  | Ријалити учесница                      | Избачена         |
| Ален Азарић                     | Доктор                                 | Избачен          |
| Миљана Кулић                    | Ријалити учесница                      | Избачена         |
| Милош Александровић             | Певач                                  | Избачен          |
| Изабела Алијоски                | Предузетница                           | Избачена         |
| Драгутин „Тин” Мливић           | Ријалити учесник                       | Избачен          |
| Славко Јанковић                 | Ријалити учесник                       | Избачен          |
| Александар Пожгај               | Политичар и ријалити учесник           | Изашао           |
| Александра Суботић              | Модел и ријалити учесница              | Изашла           |
| Сања „Санџи” Налић              | Ријалити учесница                      | Избачена         |
| Биљана „Туршија” Митровић       | Ријалити учесница                      | Избачена         |
| Мирела Лапановић                | Ријалити учесница                      | Избачена         |
| Мирјана Праизовић               | Ријалити учесница                      | Избачена         |
| Бранислав Радонић „Брендон”     | Ријалити учесник                       | Избачен          |
| Хауреје Амината „Ејми”          | Ријалити учесница                      | Избачена         |
| Бојан Тодороски                 | Фитнес инструктор                      | Избачен          |
| Јосипа Каримовић                | Ријалити учесница                      | Избачена         |
| Јелена Земун                    | Ријалити учесница                      | Избачена         |
| Јована Дејић                    | Певачица и ријалити учесница           | Избачена         |
| Филип Павловић                  | Ријалити учесник                       | Избачен          |
| Марија Маливук                  | Певачица                               | Избачена         |
| Александра Васиљевић            | Фитнес инструкторка                    | Избачена         |
| Илија Граховац „Змај од Шипова” | Ријалити учесник                       | Изашао           |
| Бранка Окука                    | Правница                               | Избачена         |
| Миљана Кулић                    | Ријалити учесница                      | Изашла           |
| Лепава Мушовић „Лепа Лукић”     | Певачица, глумица и ријалити учесница  | Изашла           |
| Елена Петровић                  | Ријалити учесница                      | Избачена         |
| Никола Стојановски              | Атлетичар и модел                      | Избачен          |
| Светислав Синђелић „Ђура”       | Ријалити учесник                       | Изашаo           |